# Alexandre Ténèbre
Alexandre Charles François Ténèbre, prêtre réfractaire de Vendée, est né le 8 décembre 1742 à Tours et décédé le 30 octobre 1822.

## Biographie
Fils d'une famille bourgeoise de la région tourangelle, Alexandre Ténèbre est le huitième enfant d'une fratrie de onze. Il exerce dans un premier temps dans le marais breton, dans la bourgade de Bouin, entre 1770 et 1783. En 1784, il est nommé curé de Croix-de-Vie.
À l'issue de la Révolution de 1789, il refuse de jurer fidélité « à la Nation, à la Loi et au Roi » conformément à la Constitution et aux décrets relatifs à la Constitution Civile du Clergé comme bon nombre de prêtres de l'Ouest de la France. Il quitte alors sa paroisse en juillet 1792, se cachant parmi les paroissiens afin de poursuivre son culte dans la clandestinité. En 1793, il rejoint la Tulévrière, hameau du village de Saint-Étienne du Bois où il est accueilli par la famille Braud. Il officie dans la paroisse jusqu'en mars-avril 1795, date à laquelle il rejoint le marais vendéen (Saint-Jean-de-Monts) pour y poursuivre son sacerdoce.
Le 1er mars 1794, alors que les colonnes infernales sillonnent la région, il dit la messe dehors, devant le petit calvaire du village. L'une des colonnes investit et détruit alors la métairie de la Picaudière, à une centaine de mètres de là sans venir jusqu'à la Tulévrière. Néanmoins, vingt-deux habitants, effrayés par les bruits de fusils qui se rapprochaient, avaient préféré quitter le village pour se réfugier au gîte de Mathes où ils furent tous exécutés par les soldats républicains.  En souvenir de cette journée, afin d'honorer la mémoire de ces disparus et de remercier Dieu de les avoir protégé, le prêtre demanda à ses fidèles d'ériger une petite chapelle à l'emplacement du calvaire autour duquel les survivants étaient rassemblés.
Le 28 fructidor an 5 (14 septembre 1797), le curé Ténèbre est arrêté en pleine messe, à Coëx, pour avoir refusé de prêter le « serment de haine à la royauté, d'attachement de fidélité et de loyauté à la République et à la Constitution de l'an 3 » imposée par le Directoire conformément aux lois du 7 vendémiaire et du 19 fructidor. Il est rapidement libéré provisoirement sous surveillance.
En décembre 1797, il est exilé en Guyane avec quatre autres prêtres. Arrivé à Conamana, il souffrira des conditions de détention sur place comme ses coreligionnaires.
Le 15 juillet 1801, Napoléon Bonaparte signe le Concordat et déclare la religion catholique « religion de la majorité des Français ». En août 1803, Alexandre Ténèbre rejoint la Vendée et devient curé de Vairé près des Sables-d'Olonne. Très fatigué et affaibli par son exil, il ne retournera qu'une seule fois à la paroisse de Tulévrière. Le 31 octobre 1822, il décède à l'âge de 80 ans. Il fut inhumé, à sa demande, à l'entrée de l'église de Vairé.

## Sources
- L'abbé Ténèbre Laurent Charrier, ed. Siloë, 1994,  (ISBN 2-908576-12-0)
- Notices d'autorité :   - VIAF
  - ISNI
  - BnF (données)
  - IdRef
  - LCCN
  - GND
  - WorldCat
- Notice dans un dictionnaire ou une encyclopédie généraliste :   - Dictionnaire des Vendéens